# پاورچین پاورچین: گام‌های تدریجی به سوی آزادی
پاورچین پاورچین: گام‌های تدریجی به سوی آزادی (انگلیسی: On Tiptoe: Gentle Steps to Freedom) یک فیلم کوتاه مستند آمریکایی است که در سال ۲۰۰۰ منتشر شد. این فیلم در هفتاد و سومین دوره جوایز اسکار نامزد دریافت جایزه اسکار بهترین فیلم مستند کوتاه شد.